# Понбозе
Понбозѐ (на италиански и на френски: Pontboset, от 1939 до 1946 г. Pianboseto, Пианбозето) е село и община в Северна Италия, автономен регион Вале д'Аоста. Разположено е на 780 m надморска височина. Населението на общината е 197 души (към 2010 г.).